# Parafia św. Wojciecha i Matki Bożej Bolesnej w Modlnicy
Parafia św. Wojciecha i Matki Bożej Bolesnej w Modlnicy – parafia rzymskokatolicka, znajdująca się w archidiecezji krakowskiej, w dekanacie Bolechowice. W parafii posługują księża diecezjalni. Według stanu na wrzesień 2018 proboszczem parafii był ks. Jan Adamus. 